# Burg Dietenburg
Die Burg Dietenburg ist eine abgegangene Hügelburg (Motte) 2250 Meter nordöstlich der Stadt Riedlingen im Landkreis Biberach in Baden-Württemberg. Sie befindet sich an einer Hangkante über dem Donautal bei rund 542 Meter über Normalnull.
Die 1364 als Dietenburgstall erwähnte Motte war im Besitz der Herren von Bossen. 1441 kam sie an das Kloster Zwiefalten.
Von der ehemaligen Burganlage sind noch Reste eines künstlich aufgeschütteten, rechteckigen und 2,5 Meter hohen Burghügels erhalten. Dieser Hügel wurde durch Grabungen teilweise zerstört. Der frühere  Burggraben ist heute verebnet.